# 塞巴斯蒂安·弗來舍
塞巴斯蒂安·弗來舍（Sebastian Fleischer，1993年12月26日—），是一名出生於丹麥赫爾辛格的帆船運動員。他曾代表国家参加2012年和2016年夏季奥林匹克运动会，两届比赛均未能获得奖牌。

## 參賽紀錄
| 年份 | 賽事           | 主辦城市 | 名次   | 項目   |
| ---- | -------------- | -------- | ------ | ------ |
| 2012 | 奧林匹克運動會 | 倫敦     | 第29名 | 風浪板 |

## 外部連結
- ISAF Profile （页面存档备份，存于）
- NBC Olympics Profile Archive.today的存檔，存档日期2013-09-05